# Quercus macrocarpa
Quercus macrocarpa Michx., 1801 è una specie di quercia nativa del Nordamerica e diffusa negli Stati Uniti orientali e centrali e nel Canada sud-orientale.  Appartiene alla famiglia delle Fagaceae.

## Descrizione
Quercus macrocarpa a volte viene confusa con Quercus lyrata o con la quercia bianca (Quercus alba) con i quali si ibrida.

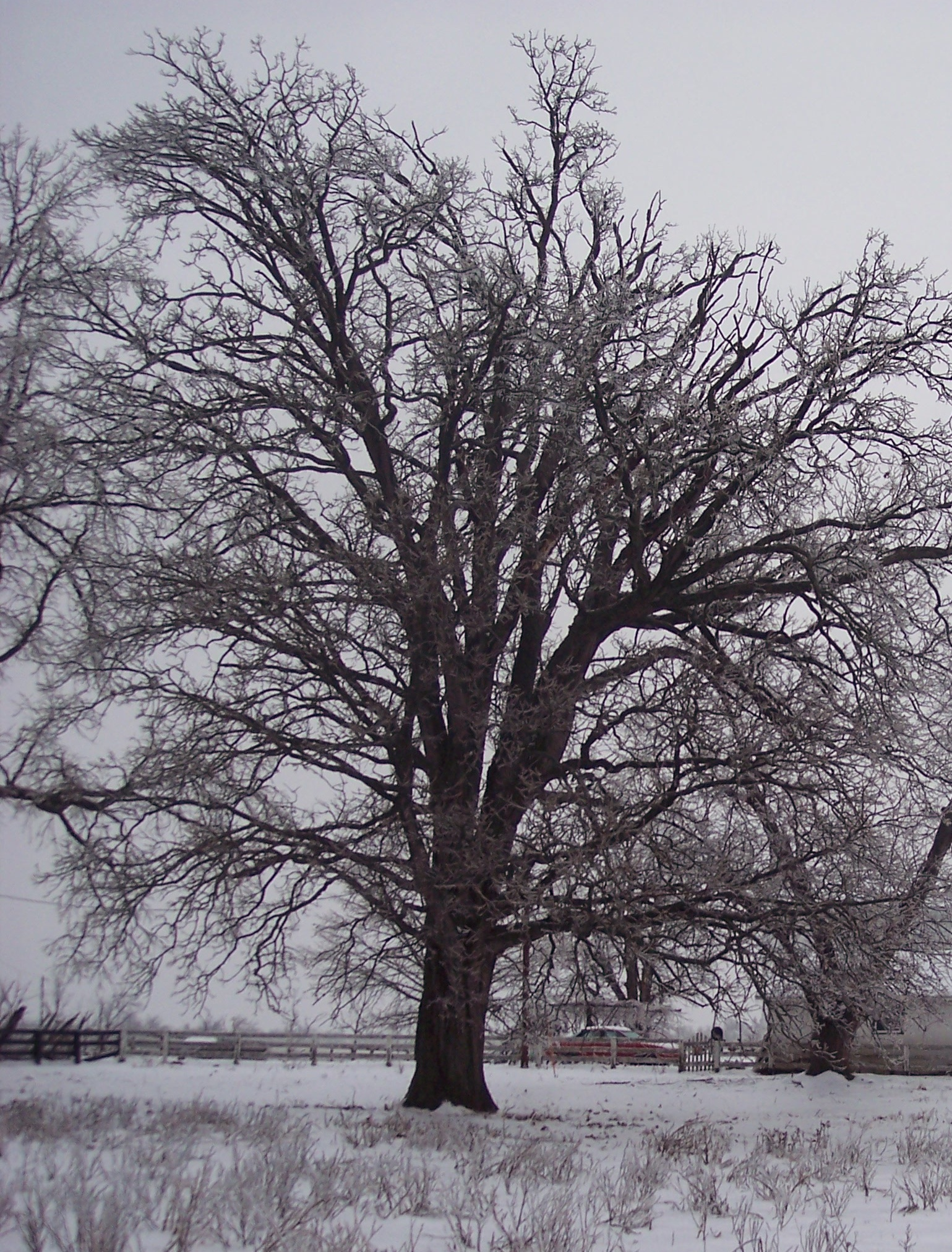
Un esemplare d'inverno: si notano i rami ben distanziati.

### Portamento
Quercus macrocarpa è un albero deciduo dal portamento maestoso che cresce fino a 30 m di altezza, raramente fino a 50 m, con un diametro del tronco fino a 3 m.
È una delle querce dalla crescita più lenta, stimata in circa 30 cm l'anno per gli alberi giovani, sebbene alcune fonti indichino 90 cm l'anno se piantata nel terreno. Una pianta di 20 anni raggiunge i 6 m di altezza se cresciuta al sole.
Quercus macrocarpa generalmente vive fino a 200 o 300 anni, ma in alcuni casi può raggiungere un'età di 400 anni.

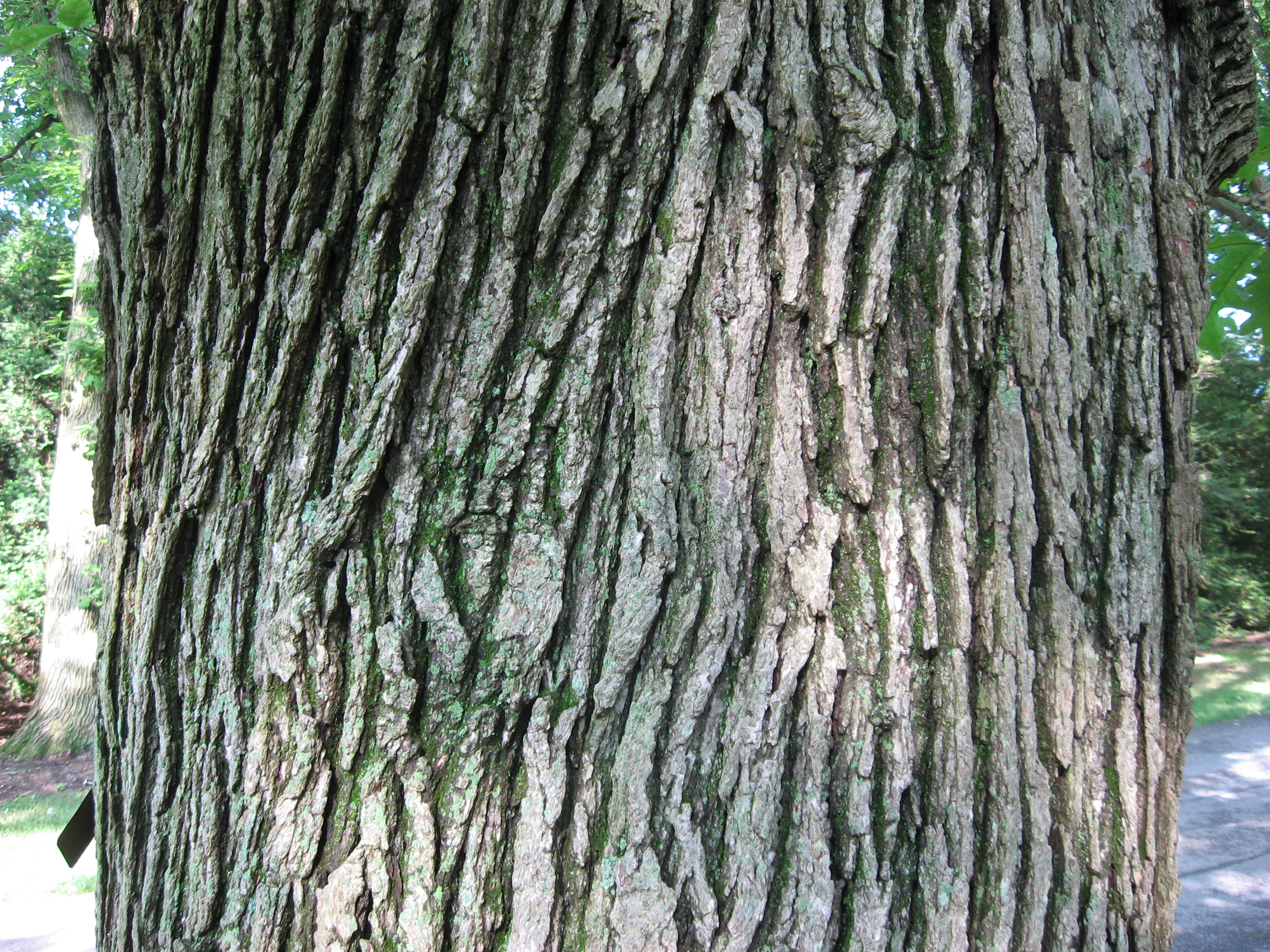
Dettaglio della corteccia di Q. macrocarpa var. oliviformis.

### Corteccia
La corteccia è grigia, fessurata verticalmente.

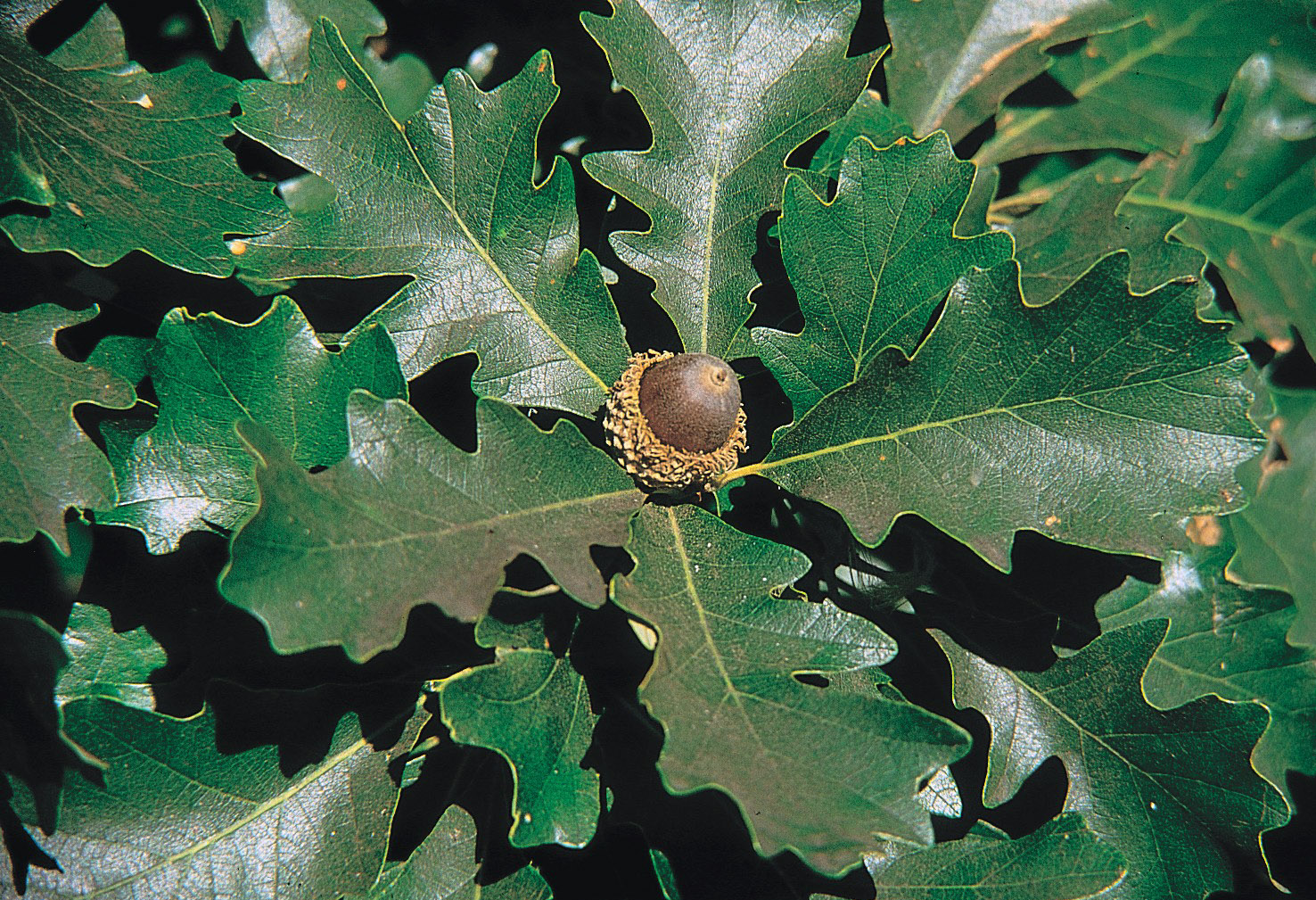
Le foglie con una ghianda.

### Foglie
Le foglie hanno una forma variabile con dimensioni di 7–15 cm di lunghezza e 5–13 cm di larghezza. Il margine è lobato e tipicamente i due terzi della foglia verso la base sono più stretti e presentano lobi più profondi rispetto alla parte apicale della foglia, che può presentare una dentatura.
Solitamente le foglie non mutano colore in autunno, sebbene talvolta si possono notare delle sfumature dorate.

### Fiori
I fiori sono amenti di colore giallo-verdastro che spuntano in primavera.
Le ghiande sono piuttosto grandi (2,5–5 cm di larghezza e 2–4 cm di larghezza) da cui il nome della specie (dal greco antico μακρός, "grande", e καρπός, "frutto"). Le ghiande sono coperte per buona parte da una cupola, solitamente composta da scaglie sovrapposte e con una frangia alla sua estremità.
Le ghiande costituiscono un'importante fonte di cibo per la fauna selvatica delle regioni in cui è diffusa: l'orso nero solitamente strappano i rami per cibarsi delle ghiande. La produzione di ghiande tuttavia non è regolare; produzioni cospicue avvengono a distanza di alcuni anni secondo una precisa strategia evoluzionistica, grazie alla quale l'abbondanza di frutti eccede la capacità della fauna locale di cibarsene, assicurando la sopravvivenza dei semi a fine riproduttivo.
Altre specie della fauna nordamericana come cervi e porcospini, si cibano di foglie, ramoscelli e corteccia.

## Distribuzione e habitat

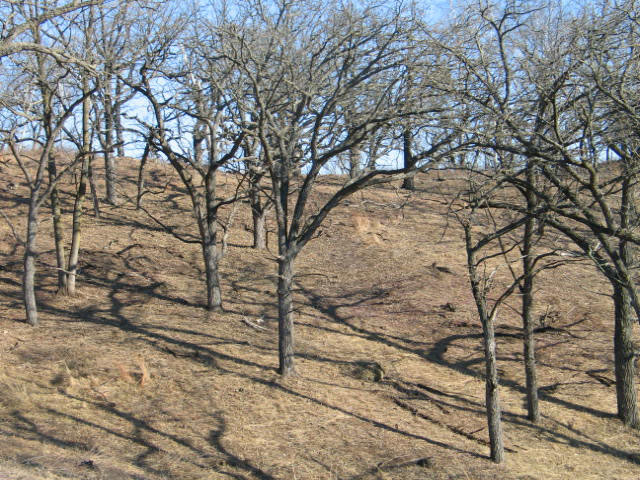
Un querceto nel Wisconsin nel tardo autunno.

Quercus macrocarpa è diffusa nella pianura costiera atlantica del Nordamerica tra il Nuovo Brunswick e la Carolina del Nord, fino all'Alberta, il Montana orientale, il Wyoming e il Nuovo Messico nord-orientale. La maggior parte della popolazione è concentrata nella parte orientale delle Grandi Pianure, lungo i corsi dei fiumi Mississippi, Missouri ed Ohio e nella Regione dei Grandi Laghi.
Quercus macrocarpa cresce soprattutto in climi temperati nelle regioni tipiche delle foreste di latifoglie e foreste miste temperate degli Stati Uniti e del Canada.
Tipicamente cresce isolato, lontano da boschi, rendendolo un elemento comune delle praterie orientali nelle vicinanze di corsi d'acqua e in corrispondenza di radure.

## Usi
Quercus macrocarpa è stato utilizzato principalmente a scopi ornamentali anche in contesti urbani. È resistente alla siccità, probabilmente grazie al lungo fittone, e si adatta a diversi climi.